# فورت مک‌هنری
فورت مک‌هنری قلعه تاریخی پنج ضلعی ساحلی در لوکاست پوینت ایالات متحده است که اکنون بخشی از محله‌های از بالتیمور، مریلند است. شهرت این قلعه بیشتر به خاطر نقشش در جنگ ۱۸۱۲ می‌باشد که با موفقیت از بندر بالتیمور در برابر حمله نیروی دریایی بریتانیا از خلیج چساپیک در روزهای ۱۳ تا ۱۴ سپتامبر ۱۸۱۴ دفاع کرد. بنای اول این قلعه در سال ۱۷۹۸ ساخته شد و به‌طور مداوم توسط نیروهای مسلح ایالات متحده در طول جنگ جهانی اول و توسط گارد ساحلی در جنگ جهانی دوم مورد استفاده قرار گرفت. در سال ۱۹۲۵ این قلعه به عنوان یک پارک ملی ثبت شد و در سال ۱۹۳۹ به عنوان «آثار ملی و مکان تاریخی» دوباره ثبت شد.
در طول جنگ ۱۸۱۲ یک پرچم طوفان آمریکا، ۱۷ در ۲۵ فوت (۵٫۲ در ۷٫۶ متر)، در طول بمباران بر فراز فورت مک هنری در اهتزاز بود. در اوایل صبح روز ۱۴ سپتامبر ۱۸۱۴ با یک پرچم پادگان آمریکایی بزرگتر، ۳۰ در ۴۲ فوت (۹٫۱ در ۱۲٫۸ متر)) جایگزین شد. پرچم بزرگتر نشان دهنده پیروزی آمریکا بر بریتانیا در نبرد بالتیمور بود. تماشای پرچمدار فرانسیس اسکات کی را برانگیخت تا شعر «دفاع از قلعه هنری» را بنویسد که بعداً با آهنگ «به آناکرئون در بهشت» تنظیم شد و به «پرچم ستاره‌دار»، سرود ملی ایالات متحده، معروف شد.

## تاریخ

### قرن ۱۸ام
فورت مک‌هنری در محل قلعه سابق وتستون ساخته شد که از سال ۱۷۷۶ تا ۱۷۹۷ از بالتیمور دفاع کرده بود. فورت وتستون در جزیره وتستون پوینت (منطقه مسکونی و صنعتی امروزی با نام لوکست پوینت) قرار داشت که به دهانه بندر بالتیمور بین Basin (بندر داخلی امروزی) و شاخه شمال غربی در سمت شمالی و Middle and Ferry (در حال حاضر جنوبی) قرار دارد. شاخه‌های رودخانه پاتاپسکو در سمت جنوبی.
ژان فونسین فرانسوی این قلعه را در سال ۱۷۹۸ طراحی کرد، و بین سال‌های ۱۷۹۸ و ۱۸۰۰ ساخته شد. هدف قلعه جدید بهبود دفاع از بندر مهم بالتیمور در برابر حملات آتی دشمن بود.
قلعه جدید یک پنج ضلعی مستحکم بود که توسط یک خندق خشک احاطه شده بود - یک خندق عمیق و وسیع. این خندق به عنوان پناهگاهی عمل می‌کند که پیاده‌نظام می‌توانست از قلعه در برابر حمله زمینی دفاع کند. در صورت چنین حمله ای به این خط اول دفاعی، هر نقطه یا سنگر می‌تواند تیراندازی متقابل از توپ و سلاح‌های سبک را فراهم کند.
فورت مک‌هنری به نام جیمز مک‌هنری (۱۷۵۳–۱۸۱۶) سیاستمدار اولیه آمریکایی، مهاجر اسکاتلندی-ایرلندی و جراح-سرباز نامگذاری شد. او نماینده کنگره قاره ای از مریلند و یکی از امضاکنندگان قانون اساسی ایالات متحده بود. پس از آن، او به عنوان وزیر جنگ ایالات متحده (۱۷۹۶–۱۸۰۰) منصوب شد، که تحت ریاست جمهوری جورج واشینگتن و جان آدامز خدمت می‌کرد.

### قرن ۱۹ام

#### جنگ ۱۸۱۲

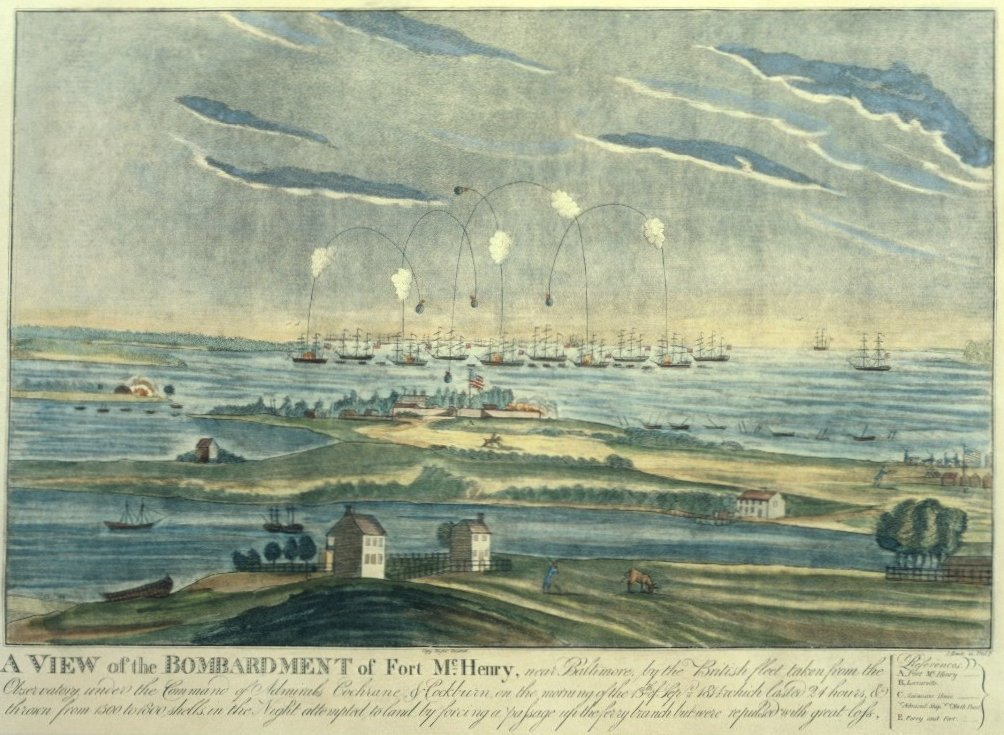
بمباران فورت مک هنری

شروع ساعت ۶ صبح در ۱۳ سپتامبر ۱۸۱۴، کشتی‌های جنگی بریتانیا به فرماندهی نایب دریاسالار الکساندر کوکرین به‌طور مداوم فورت مک هنری را به مدت ۲۵ ساعت بمباران کردند. مدافعان آمریکایی ۱۸، ۲۴ و ۳۲ پوندی داشتند (۱۸, ۲۴، و ۳۶ پوند (۸, ۱۱، و ۱۶ کیلوگرم)) توپ. برد اسلحه‌های انگلیسی ۲ مایل (۳ کیلومتر) و موشک‌های بریتانیا ۱٫۷۵ مایل (۲٫۸ کیلومتر) داشتند برد، اما نه اسلحه و نه موشک دقیق نبودند. کشتی‌های بریتانیایی نتوانستند از فورت مک‌هنری عبور کرده و به بندر بالتیمور نفوذ کنند، زیرا به دلیل دفاعیات آن از جمله زنجیره‌ای متشکل از ۲۲ کشتی غرق‌شده و توپ‌های آمریکایی وجود داشت. کشتی‌های بریتانیایی فقط می‌توانستند راکت‌ها و خمپاره‌های خود را در حداکثر برد تسلیحات به سمت قلعه شلیک کنند. دقت ضعیف در هر دو طرف منجر به آسیب بسیار کمی به هر یک از طرفین شد قبل از اینکه انگلیسی‌ها با تخلیه مهمات خود، حمله خود را در صبح روز ۱۴ سپتامبر متوقف کردند. بنابراین بخش دریایی تهاجم بریتانیا به بالتیمور دفع شده بود. تنها یک کشتی جنگی بریتانیایی، یک کشتی بمب‌افکن، مورد اصابت مستقیم آتش برگشت قلعه قرار گرفت و یکی از خدمه آن زخمی شد.
از آمریکایی‌ها مدافع در فورت مک‌هنری، تحت فرماندهی سرگرد جورج آرمیستد، چهار نفر کشته شدند - از جمله یک سرباز سیاه‌پوست، سرباز ویلیام ویلیامز، و زنی که در حین حمل تجهیزات به سربازان بر اثر انفجار بمب از وسط نصف شد - و ۲۴ نفر زخمی شدند. در یک نقطه در طول بمباران، یک بمب به انبار مهمات قلعه برخورد کرد. با این حال، یا باران فیوز را خاموش کرد یا بمب یک انفجار بود.

#### بنر ستاره دار

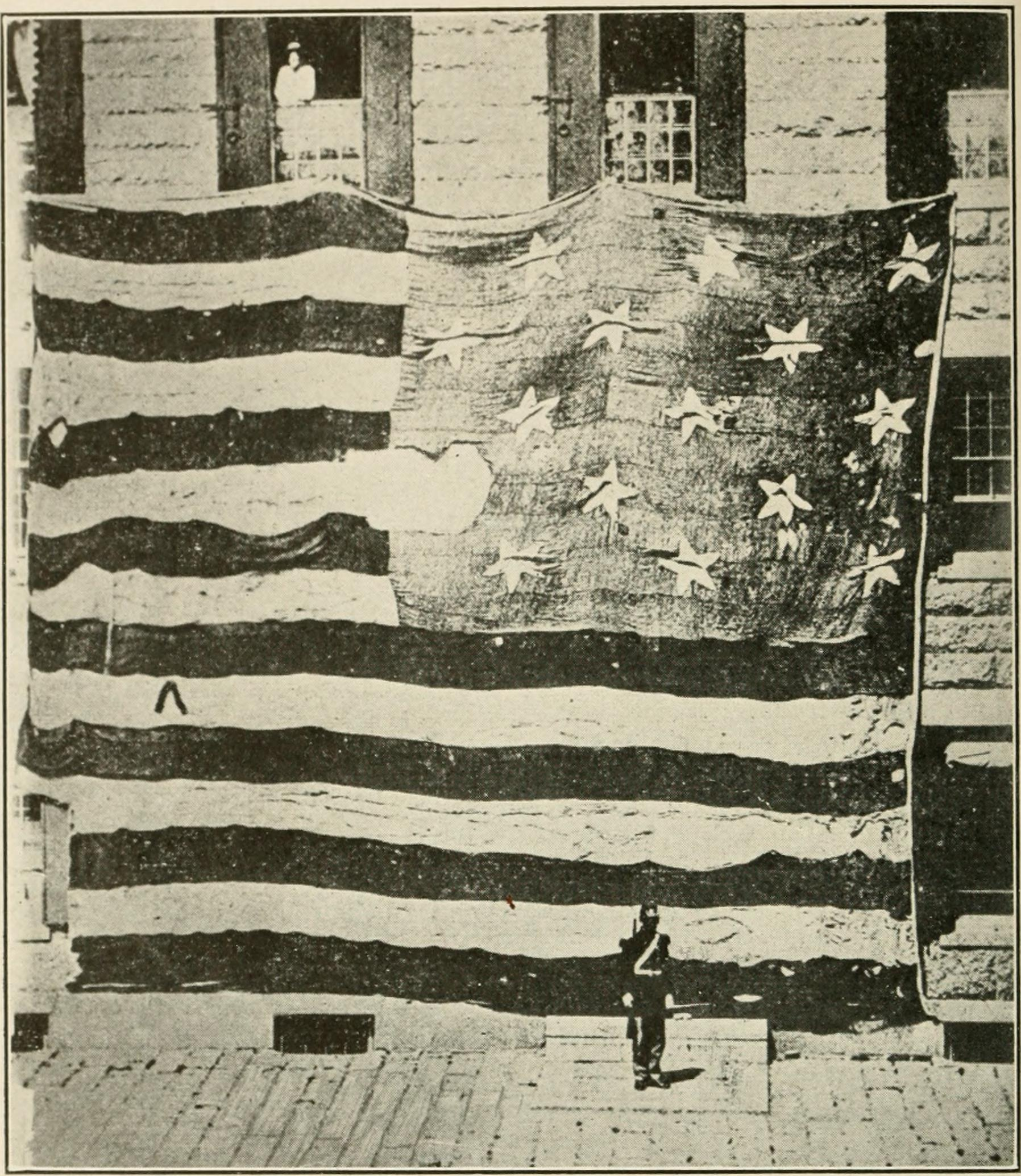
پرچمی که بر فراز فورت مک‌هنری در هنگام بمباران آن در سال ۱۸۱۴ به اهتزاز درآمد که فرانسیس اسکات کی شاهد آن بود. خانواده سرگرد آرمیستد، فرمانده قلعه، پرچم را تا زمانی که در سال ۱۹۱۲ به اسمیتسونیان اهدا کردند، نگه داشتند

فرانسیس اسکات کی، وکیلی از واشینگتن که برای مذاکره در مورد آزادی دکتر ویلیام بینز، یک اسیر جنگی غیرنظامی به بالتیمور آمده بود، شاهد بمباران یک کشتی آتش‌بس نزدیک بود. یک پرچم بزرگ آمریکا توسط مری پیکرزگیل به قیمت ۴۰۵/۹ دلار در پیش‌بینی حمله بریتانیا به قلعه دوخته شده بود. هنگامی که کی پرچم را دست نخورده در سپیده دم ۱۴ سپتامبر مشاهده کرد، آنقدر متأثر شد که همان روز صبح شروع به ساختن «دفاع از قلعه هنری» با آهنگ «به اناکریون در بهشت» کرد که بعدها به پرچم پرستاره تغییر نام داد و به سرود ملی ایالات متحده تبدیل شد.

#### جنگ داخلی
در طول جنگ داخلی آمریکا، منطقه ای که فورت مک هنری در آن قرار دارد به عنوان یک زندان نظامی خدمت می‌کرد، که هم سربازان کنفدراسیون و هم تعداد زیادی از شخصیت‌های سیاسی مریلند را که مظنون به هواداری کنفدراسیون بودند، در آن محبوس بودند. زندانیان شامل جورج ویلیام براون شهردار تازه منتخب بالتیمور، شورای شهر و کمیسر پلیس جدید جورج پی کین و اعضای مجمع عمومی مریلند به همراه چندین سردبیر و صاحب روزنامه بودند. نوه فرانسیس اسکات کی، فرانسیس کی هوارد، یکی از این زندانیان سیاسی بود. برخی از سلول‌های مورد استفاده هنوز پابرجا هستند و می‌توان در قلعه از آنها بازدید کرد. فورت مک هنری در این زمان برای آموزش توپخانه نیز استفاده می‌شد. این سرویس منشأ توپهای رادمن است که در حال حاضر در قلعه قرار گرفته و نمایش داده می‌شود.
در ۲۵ می ۱۸۶۱ جان مریمن در شهرستان بالتیمور دستگیر و در فورت مک هنری زندانی شد. مریمن نقشی در تخریب پل‌ها در مریلند برای جلوگیری از حرکت نیروهای اتحادیه داشت. مریمن از راجر بی تانی، قاضی ارشد دیوان عالی درخواست داد تا قرار احضار زندانی را صادر کند، و تینی این دادخواست را پذیرفت و از مریمن خواست که روز بعد در دادگاه خود حاضر شود و مارشال‌های ایالات متحده را برای اجرای حکم به قلعه بفرستد. پس از آن یک رویارویی معروف و دراماتیک در دروازه‌های قلعه بین مارشال‌های فدرال و ژنرال جورج کادوالدر، فرمانده نیروهای اتحادیه فورت رخ داد. فرمانده به این دلیل که طبق دستور رئیس‌جمهور آبراهام لینکلن، که قرار احضار زندانی را به حالت تعلیق درآورده بود، از اجرای دستور خودداری کرد. پرونده دادگاه حل نشده باقی مانده است و شعبه اجرایی همچنان از تبعیت از حکم تانی خودداری می‌کند.

### قرن بیستم

#### جنگ جهانی اول

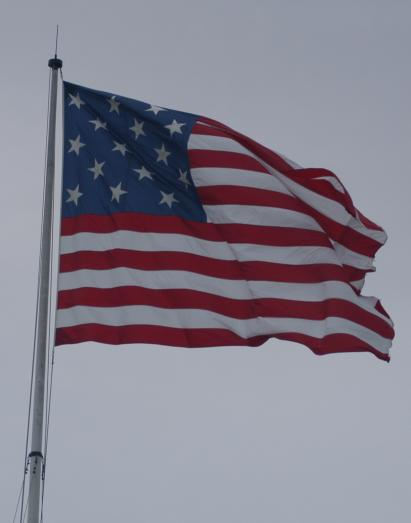
کپی پرچم ۱۵ ستاره / ۱۵ خط ایالات متحده که امروزه بر فراز فورت مک هنری در اهتزاز است.

در طول جنگ جهانی اول، صدها ساختمان اضافی در زمین‌های اطراف قلعه ساخته شد تا کل این مرکز را به یک بیمارستان عظیم ارتش ایالات متحده برای معالجه سربازانی که از درگیری‌های اروپایی برمی‌گشتند، تبدیل کنند. امروزه هیچ‌یک از آن ساختمان‌ها باقی نمانده است و تنها قلعه اصلی حفظ شده و به وضعیت اصلی خود در طول جنگ ۱۸۱۲ بازسازی است.

#### جنگ جهانی دوم
در طول جنگ جهانی دوم، فورت مک هنری به عنوان یک پایگاه گارد ساحلی خدمت می‌کرد. بخش‌های تاریخی که برای آموزش استفاده می‌شد، برای عموم بازماند.

#### بنای تاریخی ملی
این قلعه در سال ۱۹۲۵ به پارک ملی تبدیل شد. در ۱۱ اوت ۱۹۳۹، این بنا به عنوان «یادبود ملی و محل تاریخی» تغییر نام داد، که تنها مکان تعیین شده مضاعف در ایالات متحده است. در ۱۸ اکتبر ۱۹۶۶ در فهرست ملی اماکن تاریخی ثبت شد. این یک سنت ملی شده است که وقتی یک پرچم جدید طراحی می‌شود، ابتدا بر فراز فورت مک هنری به اهتزاز در می‌آید. اولین پرچم‌های رسمی ۴۹ و ۵۰ ستاره آمریکا بر فراز قلعه به اهتزاز درآمد و هنوز در محل قرار دارد.